# رژ گونه

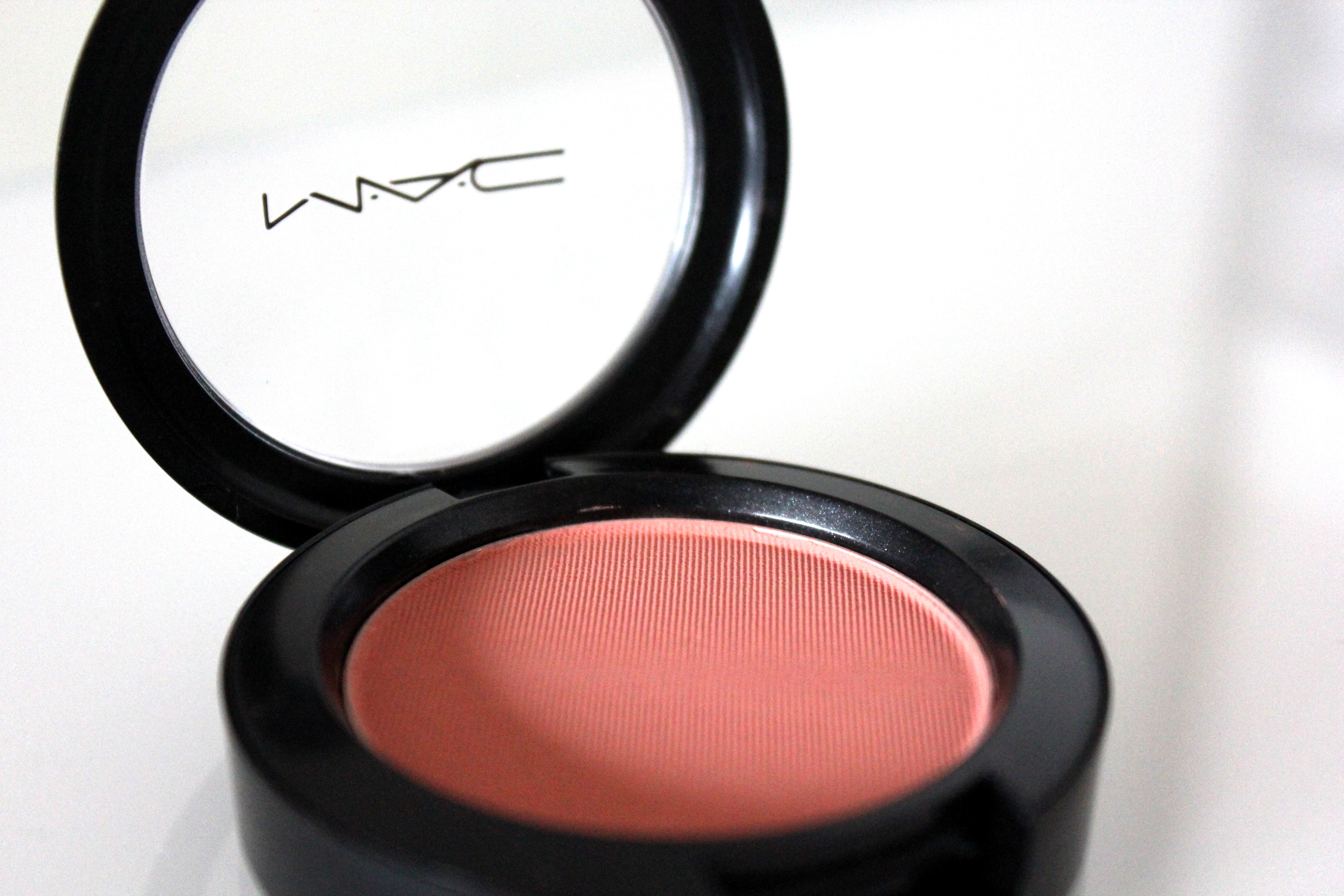

رژ گونه، وسیله‌ای آرایشی است که معمولاً برای سرخ کردن گونه‌ها، برای داشتن چهره‌ای شاداب بکار می‌رود. همچنین برای برجسته کردن استخوان گونه نیز استفاده می‌شود.
در تاریخ رژ گونه توسط مصریان باستان استفاده می‌شد. از این وسیله برای سرخ کردن لب‌ها هم استفاده می‌شده، کاری که امروزه رژ لب انجام می‌دهد. در برخی زمان‌ها مانند عصر ریجنسی انگلستان، رژ گونه هم توسط زنان هم توسط مردان استفاده می‌شده‌است. در دوره ویکتوریای بریتانیا، زمانیکه آرایش کردن نشانه بی‌اخلاقی بود، بانوان متوسل به نیشگون گرفتن از گونه‌ها یا گازگرفتن لب‌ها می‌شدند.
مواد مختلفی برای ساخت رژ گونه مورد استفاده قرار گرفته‌اند. در زمان یونان باستان از توت له شده استفاده می‌کردند و توت فرنگی له شده و عصاره چغندر قرمز نیز مورد استفاده قرار می‌گرفته‌است. امروزه عموماً از پودر ساخته شده از تالک قرمزرنگ برای ساخت ماده رژ گونه استفاده می‌شود.

## تاریخچه رژ گونه
رژ گونه یکی از قدیمی‌ترین ابزارهای آرایشی است که تاریخچه‌ای طولانی دارد و قدمت آن به دوران مصر باستان بازمی‌گردد. در آن زمان، از پودرهای طبیعی مانند خاک رس قرمز یا مواد معدنی خرد شده برای رنگ‌آمیزی گونه‌ها استفاده می‌شد. مصریان از رژ گونه نه‌تنها برای زیبایی، بلکه به‌عنوان نمادی از جایگاه اجتماعی استفاده می‌کردند.
در دوران یونان باستان و روم باستان، استفاده از رژ گونه همچنان ادامه داشت. این محصول آرایشی از ترکیب مواد طبیعی مانند توت‌های له‌شده، عصاره گیاهان و شراب ساخته می‌شد. آرایش گونه‌ها در این دوران به‌ویژه برای زنان اشرافی رایج بود.
در قرون وسطی، استفاده از رژ گونه در اروپا کاهش یافت، چرا که رنگ‌آمیزی گونه‌ها اغلب با مفاهیم منفی مذهبی همراه می‌شد. با این حال، در دوران رنسانس، استفاده از رژ گونه به‌ویژه در ایتالیا و فرانسه دوباره محبوبیت یافت.
در قرن 18 و 19، رژ گونه به عنوان بخشی جدایی‌ناپذیر از آرایش باروک و روکوکو در دربارهای اروپایی شناخته شد. اشراف‌زادگان از مواد مصنوعی مانند سرب قرمز و کارمین (حاصل از حشرات) برای ایجاد گونه‌های سرخ استفاده می‌کردند.
در اوایل قرن 20، با ظهور برندهای تجاری آرایشی، رژ گونه به‌صورت محصولی مدرن و ایمن وارد بازار شد. برندهایی مانند مکس فاکتور و شنل فرمولاسیون‌های جدیدی را برای رژ گونه معرفی کردند که استفاده از آن را برای عموم مردم ممکن ساخت.
امروزه، رژ گونه در طیف گسترده‌ای از فرمولاسیون‌ها، از پودری گرفته تا کرمی و مایع، تولید می‌شود و بخشی از صنعت آرایش مدرن است.

## انواع رژگونه
هر محصول آرایشی انواع و کاربردی دارد که بهتر است قبل از خرید رژگونه و دیگر اقلام آرایشی به آن توجه داشت. این کار به باعث می شود تا مدلی متناسب با سلیقه و کاربرد شخص انتخاب شود. در ادامه انواع رژگونه ها را شرح داده ایم:

### رژ گونه پودری
رایج‌ترین نوع رژ گونه است که دارای بافتی سبک و خشک است. این نوع رژ گونه مناسب برای پوست چرب یا مختلط است و جلوه‌ای مات یا براق به چهره می‌بخشد.
- ویژگی‌ها: مناسب برای استفاده روزانه.
- نحوه استفاده: با براش آرایشی مخصوص بر روی گونه‌ها زده می‌شود.

### رژ گونه کرمی
رژ گونه کرمی بافتی نرم و مرطوب‌کننده دارد و بهترین گزینه برای پوست خشک است.
- ویژگی‌ها: ایجاد جلوه‌ای طبیعی و شفاف.
- نحوه استفاده: با انگشت، اسفنج یا براش اعمال می‌شود.

### رژ گونه مایع
رژ گونه مایع دارای فرمولاسیونی بسیار سبک و رنگدانه‌های قوی است. این نوع رژ گونه برای آرایش‌های سبک و طبیعی مناسب است.
- ویژگی‌ها: جلوه‌ای بسیار طبیعی و شفاف.
- نحوه استفاده: به سرعت با اسفنج آرایشی یا انگشت ترکیب می‌شود.

### رژ گونه ژله‌ای
رژ گونه ژله‌ای دارای بافت شفاف و آبرسان است که گونه‌ها را خنک و شاداب نشان می‌دهد.
- ویژگی‌ها: مناسب برای آرایش‌های روزانه و تابستانی.
- نحوه استفاده: به آرامی روی گونه‌ها پخش می‌شود.

### رژ گونه استیکی
این نوع رژ گونه جامد و قابل حمل است که برای آرایش سریع بسیار مناسب است.
- ویژگی‌ها: ماندگاری بالا و آسانی در استفاده.
- نحوه استفاده: مستقیماً روی گونه کشیده شده و ترکیب می‌شود.

### رژ گونه معدنی
رژ گونه معدنی از مواد طبیعی تشکیل شده و برای پوست‌های حساس و مستعد آکنه مناسب است.
- ویژگی‌ها: مات و طبیعی.
- نحوه استفاده: با براش نرم روی گونه‌ها اعمال می‌شود.

### رژ گونه براق
این نوع رژ گونه ترکیبی از رژ گونه و هایلایتر است که برای ایجاد جلوه‌ای درخشان و برجسته استفاده می‌شود.
- ویژگی‌ها: مناسب برای آرایش‌های شبانه و مراسم خاص.
- نحوه استفاده: روی برجستگی گونه‌ها زده می‌شود.

## نکات کلیدی برای انتخاب رژ گونه
1. تناژ پوست: انتخاب رنگ رژ گونه بر اساس تناژ پوست بسیار مهم است:
```
  * پوست روشن: رنگ‌های صورتی روشن، هلویی و مرجانی.
  * پوست گندمی: رنگ‌های هلویی، گلبهی و برنز ملایم.
  * پوست تیره: رنگ‌های گرم‌تر مثل نارنجی، برنز و قرمز.
```

2. نوع پوست: برای پوست خشک رژ گونه کرمی و مایع و برای پوست چرب رژ گونه پودری توصیه می‌شود.
3. سبک آرایش: آرایش روزانه معمولاً به رژ گونه‌های مات و طبیعی نیاز دارد، در حالی که آرایش شبانه می‌تواند براق‌تر باشد.

## نگارخانه

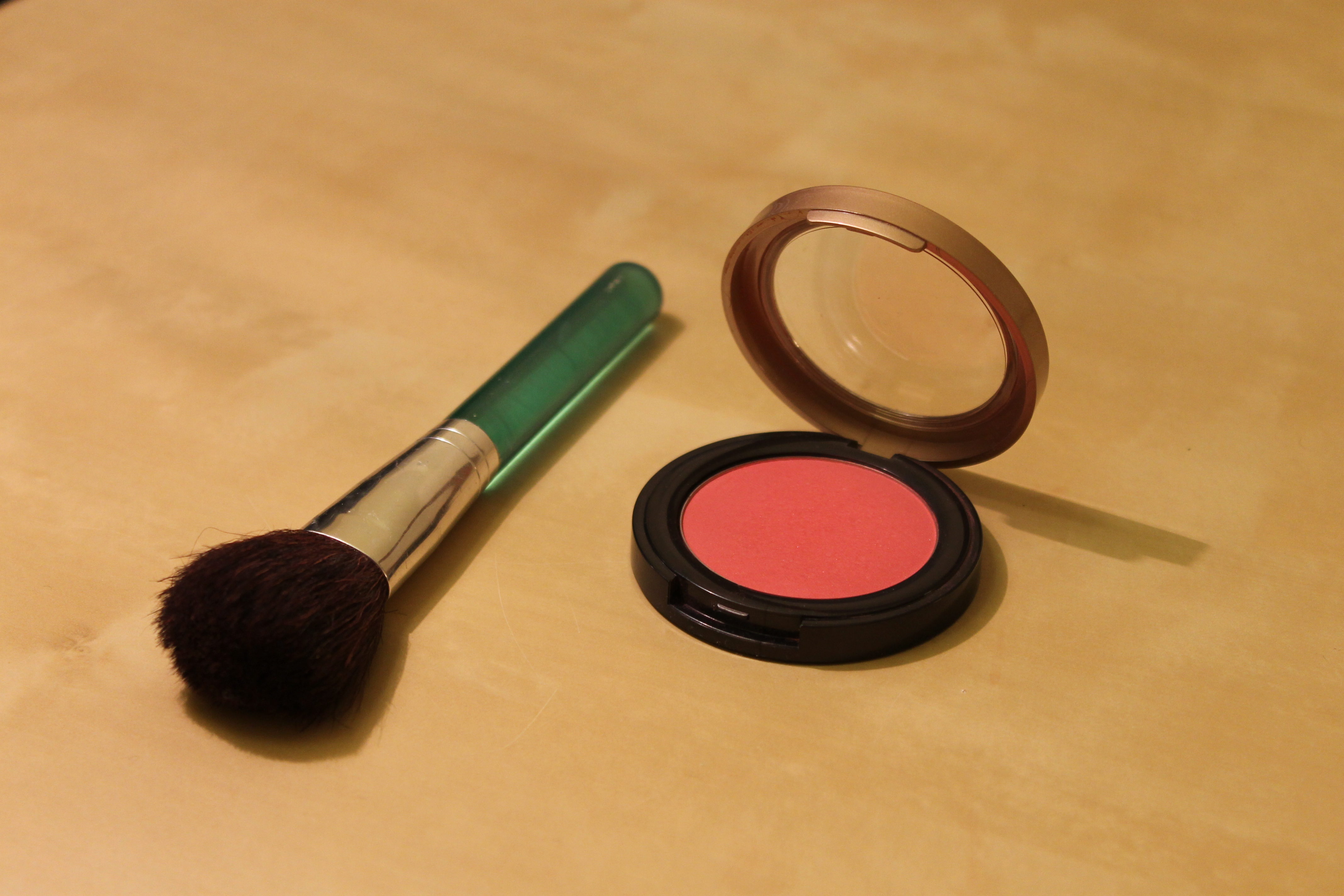
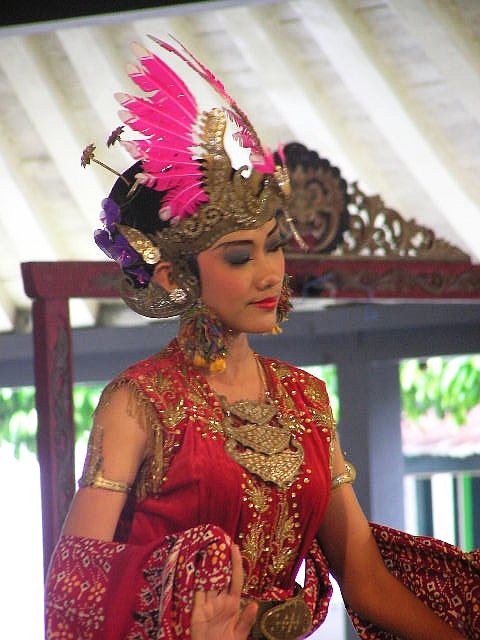